# Sheen Falls Lodge
"La Cascade" is het restaurant van Sheen Falls Lodge, gevestigd in het gelijknamige hotel in Kenmare, County Kerry, Ierland. Het is een kwaliteitsrestaurant dat één Michelinster had in de periode 1993 tot en met 1997 en in 1999.
Het restaurant is gevestigd in het 5 sterren hotel "Sheen Falls Lodge", dat geopend werd in 1991. Het landhuis waarin het gevestigd is, is echter al veel ouder.
Ten tijde van de Michelinster was Fergus Moore hier chef-kok.